# كينتارو غينز
كينتارو غينز (باليابانية: 郡司 健太朗) (مواليد 6 يوليو 1992)، هو لاعب كرة قدم ياباني سابق كان يلعب كمهاجم.

## وصلات خارجية
- كينتارو غينز على موقع رابطة كرة القدم اليابانية للمحترفين (اليابانية)